# Балманья, Доменек
Доме́нек Балма́нья Пере́ра (исп. Domènec Balmanya Perera; 29 декабря 1914, Жирона — 14 февраля 2001, Барселона) — испанский футболист, нападающий, тренер.

## Карьера

### Игровая карьера
Доменек Балманья родился 29 декабря 1914 года в Жироне, который находится в Каталонии. Там же он начал играть за местную команду с одноимённым названием «Жирона», которая писалась уше по-каталонски. Начав выступать в клубе в 14-летнем возрасте, а уже к 17-ти годам он стал лидером клуба.
Как и большинство юных и талантливых каталонских футболистов, его приметил клуб «Барселона», пригласивший Балманью к себе в сезоне 1935—1936. Свой первый матч Балманья провёл 10 ноября 1935 года, и хотя Барса проиграла 0:1 своему извечному сопернику по каталонскому дерби «Эспаньолу», главный тренер сине-гранатовых ирландец Патрик О’Коннелл остался доволен игрой Балманьи, в том же сезоне Доменек стал незаменимым игроком основы «Барсы», провёл 40 матчей за сезон, а сама «Барселона» выиграла чемпионат Каталонии и дошла до финала кубка Испании, в котором, правда, проиграла мадридскому «Реалу» со счётом 1:2. Следующий сезон должен был стать для Барселоны «золотым», команда, имевшая в своём распоряжении Хуана Хосе Ногеса, Хосепа Эсколу, Энрике Фернандеса и Балманью была по составу сильнейшей в Испании, но триумфу помешала гражданская война, «Барселона» и другие клубы продолжали выступать, образовав средиземноморскую лигу, победу в которой, конечно, одержала «Барселона».
С началом активных боевых действий, руководство «Барселоны» отправило клуб подальше из страны в тур по Мексике, в котором «Барса» провела 14 матчей, затем, не возвращаясь в Испанию, «сине-гранатовые» выиграли турнир в США, в котором «Барселона» провела матчи против сборной Бруклина, сборной Нью-Йорка, еврейской сборной, составленной из жителей США, а потом провела матч против главной команды Соединённых штатов. Деньги, заработанные в турне, помогли команде удержаться «на плаву», но они и разрушили её: многие игроки клуба не пожелали возвращаться в Испанию, первые осели в Мексике, другие остались в США, а те, кто вернулся в Европу, не захотели играть в Испании и уехали играть за французские команды. В результате всего этого у О’Коннелла осталось только 4 игрока. Балманья выбрал Францию. Он, вместе с Эсколой, подписал контракт с клубом «Сет», с которым стал чемпионом Франции в 1939 году.
После окончания гражданской войны, диктатор Франко издал указ о шестилетнем запрете на въезд в страну игроков, покинувших её во время войны, однако, Энрике Пинейро, президент «Барселоны», смог обойти запрет и вернуть в команду Эсколу и Балманью в 1941 году. Тренером клуба в ту пору был партнёр по команде Ногес, клуб неудачно выступал в чемпионате, лишь в последней игре «Барселона» смогла не вылететь в низший дивизион, обыграв клуб «Реал Мурсия» 5:1, этому способствовало то, что и Эскола, и Балманья не могли участвовать в чемпионате, так как вопрос о возможности их игры ещё рассматривался. Несмотря на неудачу в Примере, «Барса» смогла дойти до финала кубка Испании, где «сине-гранатовых» ждал, почти непобедимый в том сезоне, «Атлетик Бильбао». Балманья и Эскола уже получили разрешение на выход на поле и «Барселона» в дополнительное время победила 4:3. Через 2 года, после этого успеха, Балманья покинул «Барселону», проведя в её составе, в общей сложности, 154 матча и забив 24 гола.
После окончания второй мировой войны, Балманья, решивший покинуть спорт, вновь вернулся в футбол. Он получил приглашение от своего бывшего партнёра, а затем и тренера, Хуана Ногеса, который в те годы тренировал скромный клуб «Химнастик» из Таррагоны. В первый же год, с приходом этих двух мастеров, «Химнастик» вышел в испанскую Примеру, а на следующий год обыграл саму «Барселону» в кубке Генералиссимуса, а Балманья забил своей бывшей команде. После ухода из «Химнастика», Балманья провёл сезон в клубе «Сант Андреу», а завершил карьеру всё в том же «Химнастике», уже исполняя обязанности главного тренера команды.
С 1935 года по 1944 год Балманья провёл 4 игры за сборную Каталонии. Первый матч за главную каталонскую команду он провёл 19 января 1936 года против чехословацкого клуба «Сиденице».

### Тренерская карьера
После того, как Хуан Ногес покинул «Химнастик» его место занял ещё действующий игрок клуба Балманья, однако первый же сезон в клубе был неудачным, команда вылетела в Сегунду. После неудачных попыток вернуться Балманья покинул ряды «Химнастика» и возглавил «Жирона», где он начинал играть в футбол, через год Балманья возглавил клуб «Реал Сарагоса», но безуспешно. В 1955 году Балманья возглавил «Реал Овьедо», он смог вывести скромный клуб на второе место в Сегунде, но по тогдашним правилам Овьедо должен был играть стыковые матчи, которые клуб проиграл.
Несмотря на проигрыш в стыковых играх, Балманью пригласила его бывшая команда — «Барселона», которая только что рассталась с тренером Платко. Балманья попытался изменить «Барселону», зависимость клуба от своего лидера Кубалы была всеобъемлющей, поэтому когда у Кубалы игра не шла, «вставала» и «Барселона». У Балманьи всё чаще на поле стали выходить молодые игроки, а второй вратарь Эстремс, до прихода Балманьи почти не игравший, стал часто выходить в составе. В первый сезон в клубе, «Барселона» заняла в чемпионате лишь третье место, но в кубке Испании громила всех своих соперников: «Атлетико Мадрид» 5:2 и 8:1, мадридский «Реал»(ставший чемпионом Испании) 2:2 и 6:1, «Реал Сосьедад» 5:1 и 5:1, в финале «Барселона» победила «Эспаньол» со счётом 1:0. В следующем сезоне «Барса» вновь была третьей, а в кубке Испании проиграла «Атлетику» из Бильбао, зато клуб выиграл самый первый розыгрыш кубка Ярмарок, но этот успех не смог спасти Балманью от увольнения, и по окончании сезона «Барселону» возглавил Эленио Эррера.
Уйдя из «Барсы», Балманья уехал во Францию, где тренировал другой свой бывший клуб «Сет», но в 1960 году вернулся в Испанию, чтобы возглавить «Валенсию», которой помог дважды (в 1960 и 1961) выиграть свой собственный трофей Наранха, а также вывел в финал Кубка Ярмарок, но в самом финале, в котором «Валенсия» была сильнее «Барселоны» 6:2 и 1:1, Балманья уже не участвовал, будучи уволенным со своего поста. Уйдя из «Валенсии», Балманья возглавил «Реал Бетис», который вывел на третье место в чемпионате Испании, затем руководил «Малагой», которой помог занять второе место в Сегунде и выиграть стыковые матчи с «Леванте», что позволило выйти в Примеру.
В 1965 году Балманья возглавил мадридский «Атлетико» и в первый же сезон клуб, под его руководством, выиграл чемпионат Испании, прервав многолетнюю гегемонию мадридского же «Реала». Этот успех позволил Балманье возглавить сборную Испании, которой он руководил после неудачного для испанцев чемпионата мира в Англии, всего Балманья руководил сборной на протяжении 11 игр. После сборной Балманья ещё работал главным тренером «Сарагосы», «Кадиса» и «Сант Андреу».
Завершив тренерскую карьеру, Балманья уехал в Барселону, где отдыхал некоторое время от футбола, затем ему поступило предложение от «Эспаньола», который искал технического директора, Балманья предложение принял, а затем проработал в «Эспаньоле» несколько лет, ушёл на ту же должность в «Барселону». Помимо этого Балманья работал 15 лет на должности профессора в Национальной школе тренеров Испании и 12 лет работал директором Каталонской тренерской школы. Балманья написал несколько книг о футболе, работал радиокомментатором на радиостанции Хосе Мария Гарсия, получил серебряную медаль Королевского ордена за заслуги в спорте.
Доменек Балманья Перера умер 14 февраля 2001 года в возрасте 87 лет в больнице Барселоны.

## Достижения

### Как игрок
- Чемпион Каталонии: 1936
- Чемпион Средиземноморской лиги: 1937
- Чемпион Франции: 1939
- Обладатель Кубка Испании: 1942

### Как тренер
- Обладатель Кубка Испании: 1957
- Обладатель Кубка Ярмарок: 1958[2].
- Трофей Наранха: 1961
- Чемпион Испании: 1966